# الكنو (الرقة)
الكنو قرية سورية تتبع ناحية الجرنية في منطقة الثورة في محافظة الرقة. بلغ عدد سكانها 191 نسمة في عام 2004 حسب إحصاء المكتب المركزي للإحصاء.